# Martin-Roch-Xavier Estève

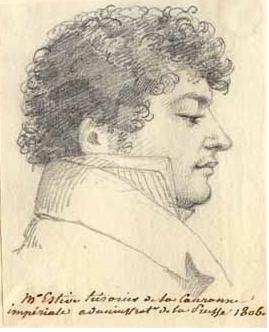

Martin-Roch-Xavier Estève (n. 1772 - d. 1853) a fost trezorierul general al Primului Imperiu Francez pe timpul lui Napoleon I.